# Shōsō-in
Shōsō-in (jap. 正倉院) – dawny japoński skarbiec cesarski, znajdujący się w pobliżu świątyni Tōdai-ji w Narze.

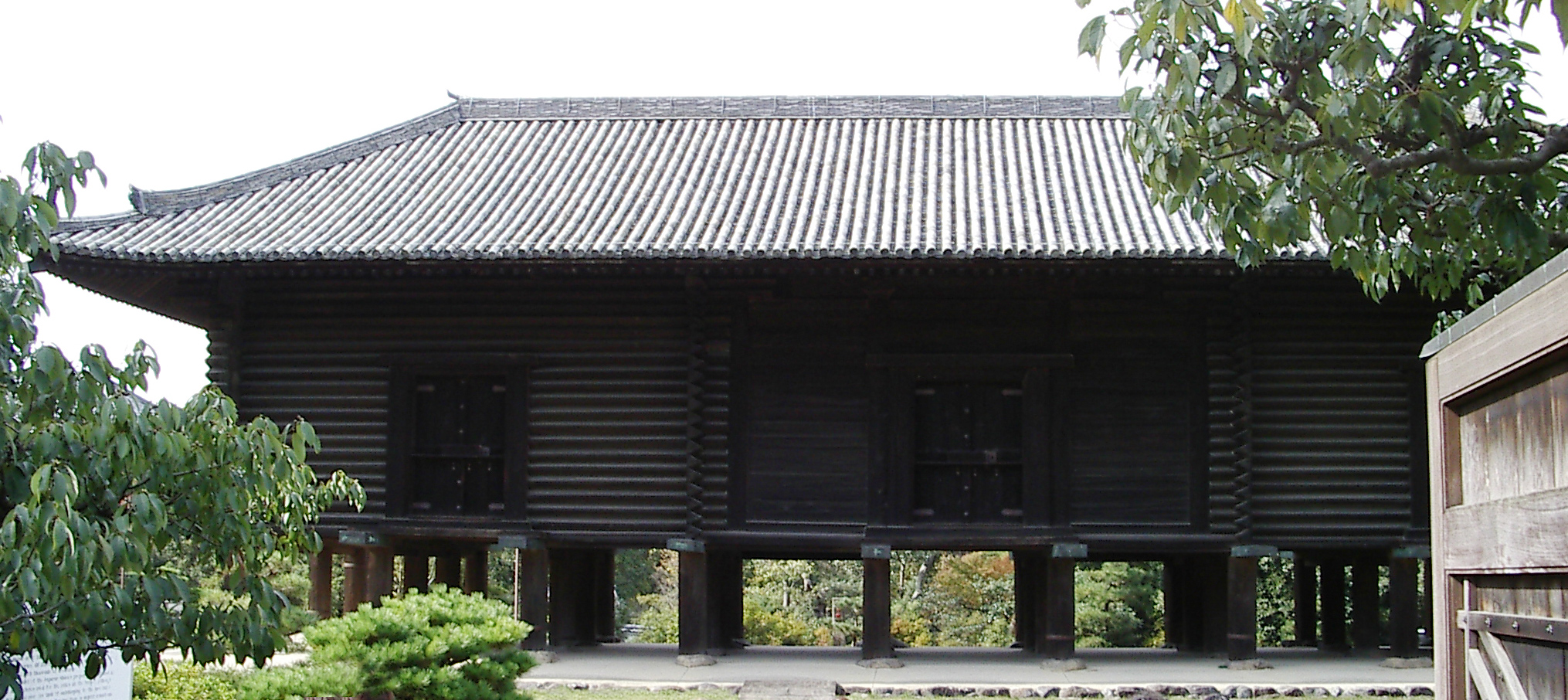
Shōsō-in

Budynek skarbca został wzniesiony około 760 roku. Jest to drewniana budowla w stylu azekura-zukuri wykonana z japońskiego cyprysu o wymiarach 33×9,4 m i 14,24 m wysokości. Pokryta jest spadzistym dachem z ceramicznej dachówki. Podłoga znajduje się 2,7 metra nad ziemią i jest zabezpieczona przed wilgocią kamiennym fundamentem. Wewnątrz znajdują się trzy pomieszczenia, gdzie zgromadzono zbiór ponad 9 tysięcy cennych przedmiotów, którego zaczątkiem była prywatna kolekcja cesarza Shōmu (pan. 724-749). Są to rozmaitego rodzaju akcesoria dworskie, buddyjskie przedmioty liturgiczne, bogate stroje, lekarstwa, ceramika, broń, obrazy, instrumenty muzyczne, rzeźby czy perfumy. Wiele z nich pochodzi z terenów środkowej Azji i dotarło do Japonii poprzez Chiny jedwabnym szlakiem. Tworzenie kolekcji zakończono w 950 roku, kiedy to skarbiec został zamknięty i opieczętowany. Ponownie otwarto go dopiero w 1883 roku.
Zbiory zgromadzone w Shōsō-in w większości zachowały się w bardzo dobrym stanie i stanowią dziś cenne źródło historyczne. Po II wojnie światowej kolekcję przeniesiono z dotychczasowego drewnianego budynku do nowo wybudowanych magazynów, gdzie znajduje się pod stałą opieką konserwatorską. Jedynie raz w roku, na początku października, niewielka część skarbów eksponowana jest publicznie na wystawie w Muzeum Narodowym w Narze.